# Puerto de Mogán

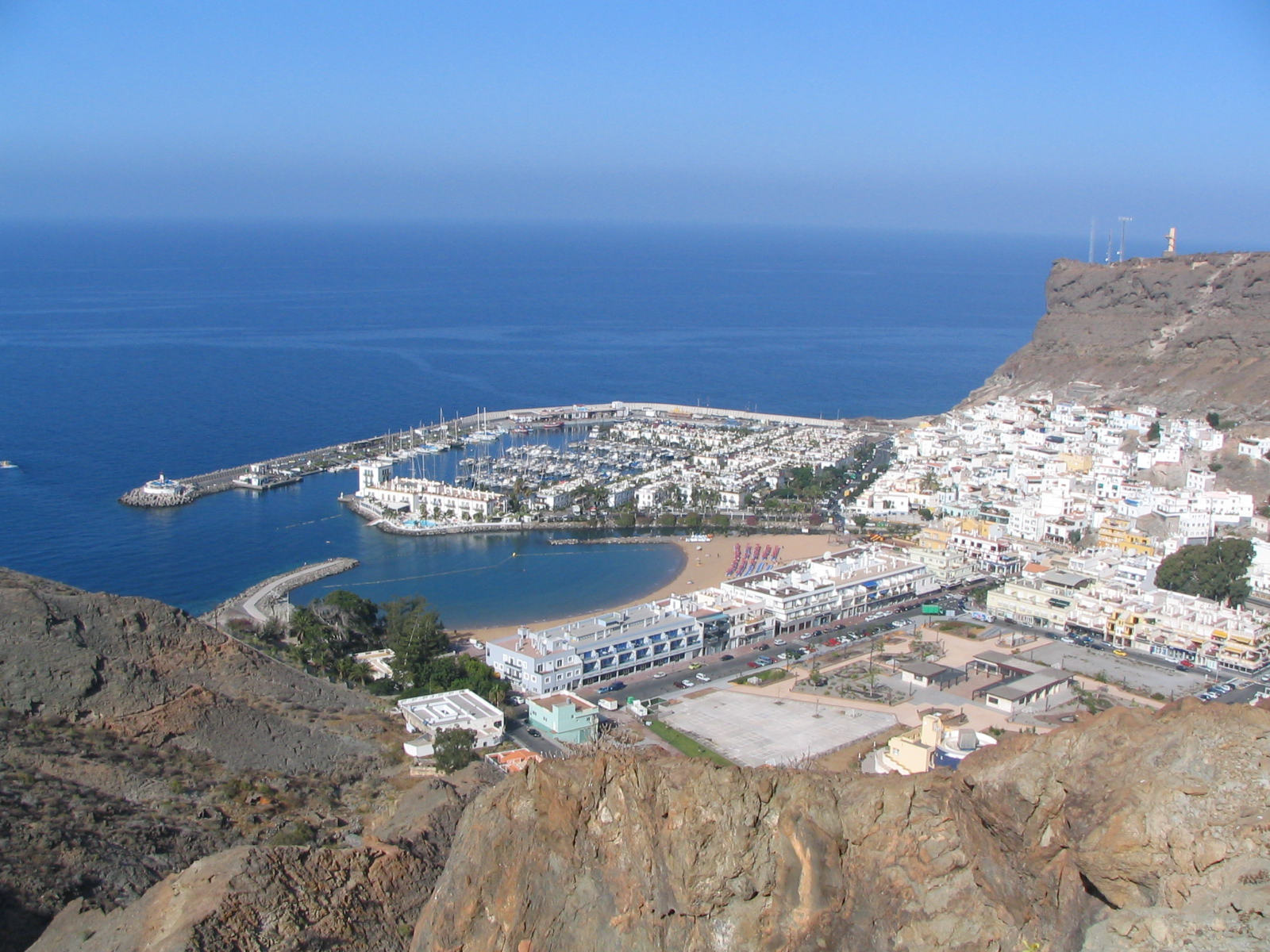
Utsikt över Puerto de Mogán, sedd från klipporna öster om orten

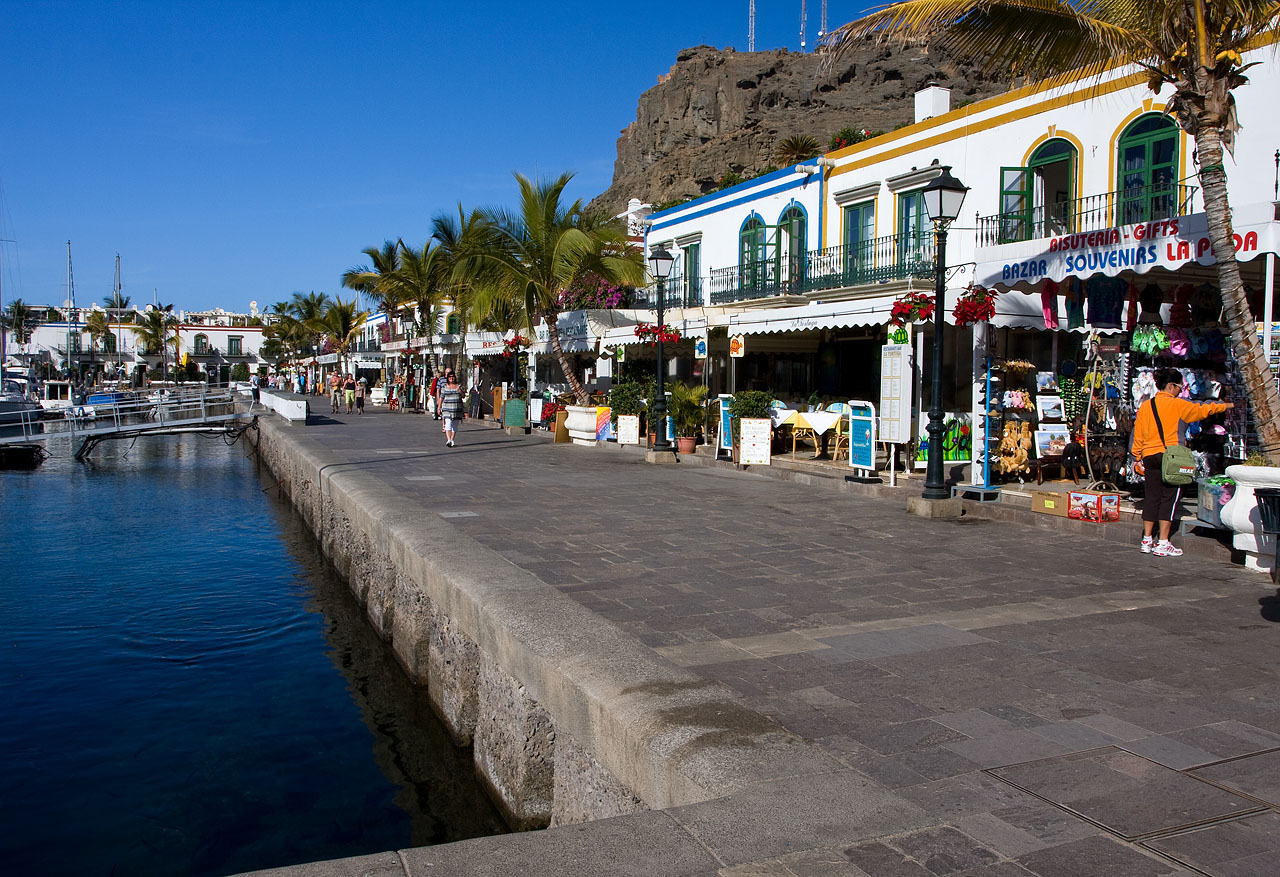
Del av strandpromenaden i Puerto de Mogán

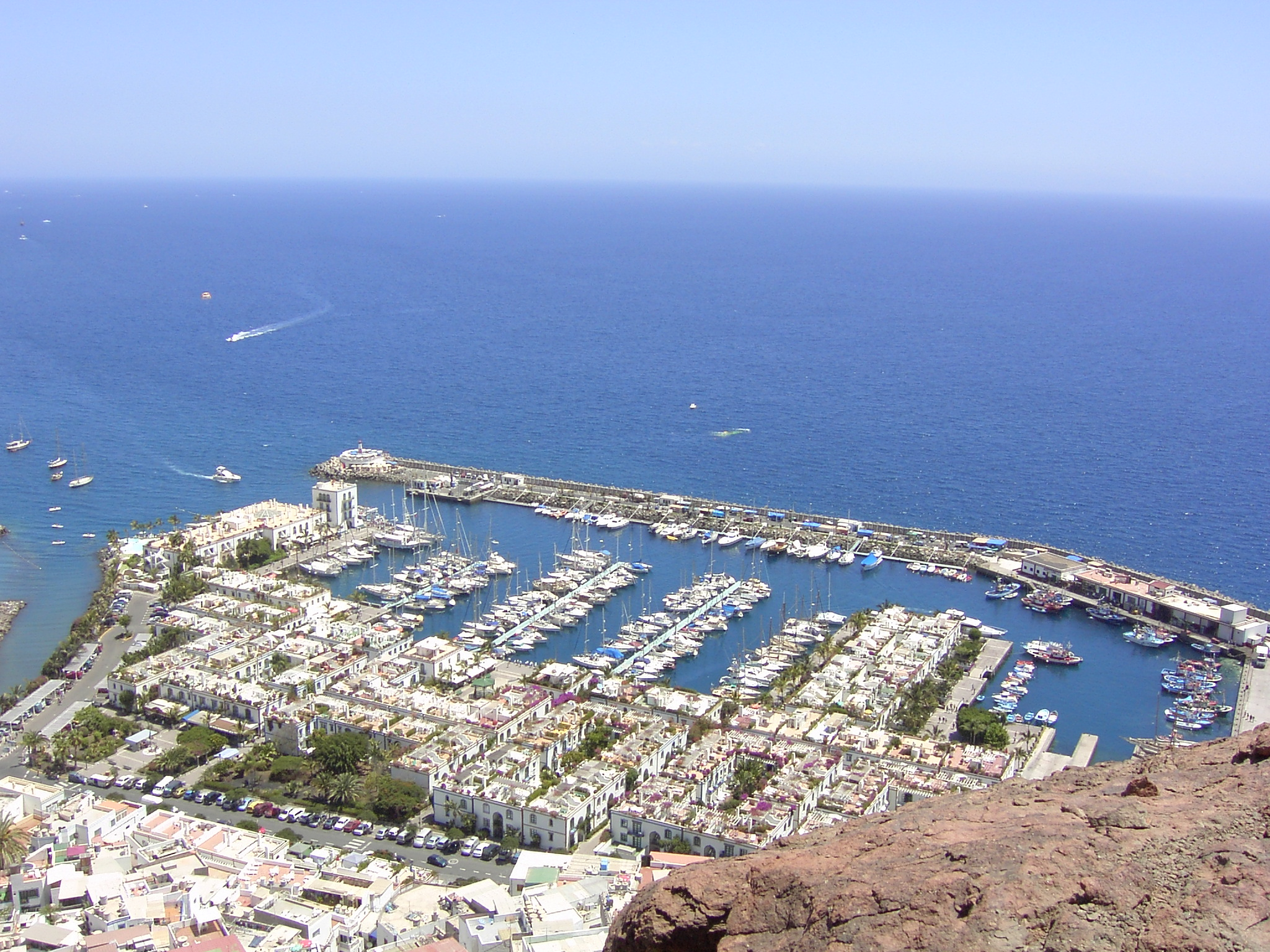
Hamnen i Puerto de Mogán

Puerto de Mogán är en turistort på Gran Canarias sydkust, ursprungligen en fiskeby. Under 1980-talet genomgick orten stora förändringar, i samband med att en fransk konstnär fick i uppdrag att skapa en by med klassisk kanarisk arkitektur. Det fiskas fortfarande här, men inte i samma utsträckning som förr.
Varje fredag hålls en marknad i byn. På marknaden finns allt från kläder till souvenirer till försäljning, och den frekventeras ofta av stora mängder turister.

## Panorama

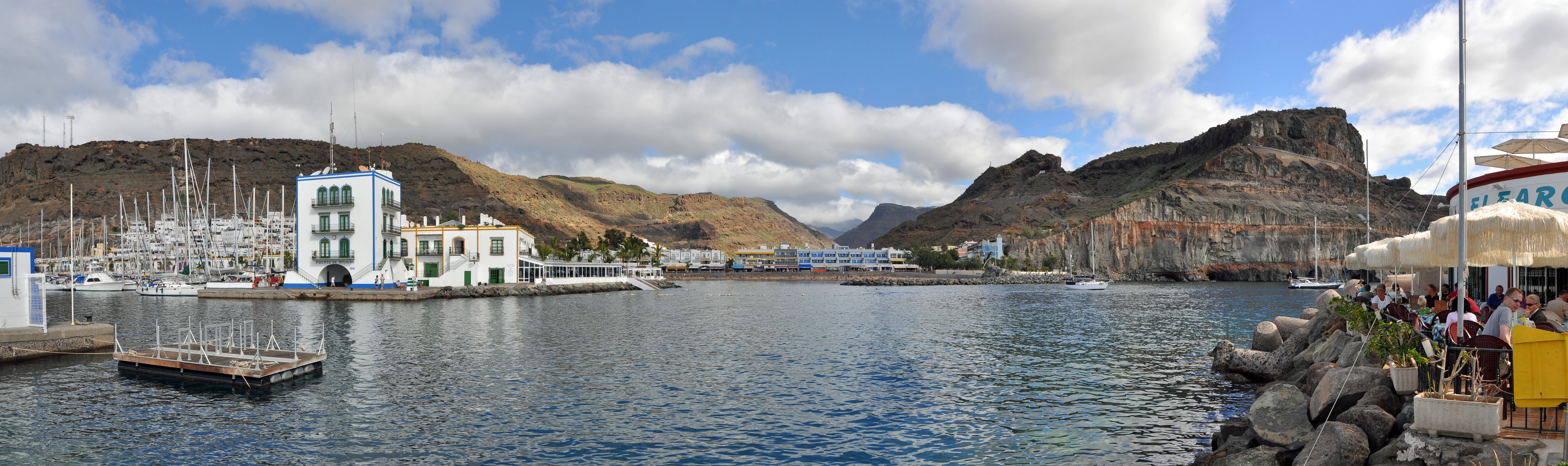
Hamnen ses till vänster i bilden, stranden i mitten och Mogán dalen i bakgrunden.